# Mistrovství světa v boxu žen 2008
V. mistrovství světa v boxu žen proběhlo v Ning-po, Čína ve dnech 22. až 29. listopadu 2008. Organizátorem turnaje mistrovství světa byla International Boxing Association (AIBA).

## Česká stopa
Na mistrovství světa startovala za Česko 1 boxerka:
- −60 kg: Danuše Dilhofová (* 1978) z SK Lady Box Brno

## Výsledky
| Ženy    | Zlato                        | Stříbro                  | Bronz                      | Bronz                     |
| ------- | ---------------------------- | ------------------------ | -------------------------- | ------------------------- |
| –46 kg  | Mary Komová (IND)            | Steluța Duțăová (ROU)    | Josie Gabucová (PHI)       | Jong Ok (PRK)             |
| –48 kg1 | Jing Čchen (CHN)             | Sara Ourahmouneová (FRA) | Alexandra Kulešovová (RUS) | Jenny Hardingzová (SWE)   |
| –50 kg  | Kim Hjang-ok (PRK)           | Jelena Saveljevová (RUS) | Chhoto Louraová (IND)      | Annalisa Cruzová (PHI)    |
| –52 kg  | Žen Cchan-cchan (CHN)        | Annie Albaniaová (PHI)   | Viktorija Rudenková (UKR)  | Sarita Deviová (IND)      |
| –54 kg  | Karolina Michalczuková (POL) | Nicola Adamsová (ENG)    | Čang Čchin (CHN)           | Cynthia Morenová (USA)    |
| –57 kg  | Čchin Ťien (CHN)             | Nagisettey Ushaová (IND) | Edina Pezdányová (HUN)     | Sofija Očigavaová (RUS)   |
| –60 kg  | Kathleen Taylorová (IRL)     | Tung Čcheng (CHN)        | Cindy Orainová (FRA)       | Ajzanat Gadžijevová (RUS) |
| –63 kg  | Gülsüm Tatarová (TUR)        | Ljubov Lopatinová (RUS)  | Klara Svenssonová (SWE)    | Ma Ťien-sia (CHN)         |
| –66 kg  | Mary Spencerová (CAN)        | Vanessa Jacksonová (USA) | Wang Čchien (CHN)          | I Suk-jong (PRK)          |
| –70 kg  | Ariane Fortinová (CAN)       | Jang Tching-tching (CHN) | Jelena Kolcovová (KAZ)     | Nurcan Çarkçıová (TUR)    |
| –75 kg  | Li Ťin-c' (CHN)              | Anna Laurellová (SWE)    | Anita Duczaová (HUN)       | Amber Konikowová (CAN)    |
| –80 kg  | Tchang Ťie-li (CHN)          | Mioshia Wagonerová (USA) | Paraschiva Fettiová (ROU)  | Selma Yağcıová (TUR)      |
| –86 kg  | Şemsi Yaralıová (TUR)        | Adriana Hossuová (ROU)   | Čang Li-na (CHN)           | Tiffany Hearnová (USA)    |

1 Číňanka Jing Čchen měla být diskvalifikována za doping – schází podrobnosti... zdroje.

## Medailová bilance
V boxu se rozdělilo celkem 13 sad medailí.
| Pořadí | Stát                |       | Muži    | Muži  | Muži | Celkem  |
| Pořadí | Stát                | Zlato | Stříbro | Bronz |      | Celkem  |
| ------ | ------------------- | ----- | ------- | ----- | ---- | ------- |
| 1.     | Čína (CHN)          |       | 4 (5)   | 2     | 4    | 10 (11) |
| 2.     | Turecko (TUR)       |       | 2       | 0     | 2    | 4       |
| 3.     | Kanada (CAN)        |       | 2       | 0     | 1    | 3       |
| 4.     | Indie (IND)         |       | 1       | 1     | 2    | 4       |
| 5.     | Severní Korea (PRK) |       | 1       | 0     | 2    | 3       |
| 6.     | Irsko (IRL)         |       | 1       | 0     | 0    | 1       |
| 6.     | Polsko (POL)        |       | 1       | 0     | 0    | 1       |
| 8.     | Rusko (RUS)         |       | 0       | 2     | 3    | 5       |
| 9.     | USA (USA)           |       | 0       | 2     | 2    | 4       |
| 10.    | Rumunsko (ROU)      |       | 0       | 2     | 1    | 3       |
| 11.    | Filipíny (PHI)      |       | 0       | 1     | 2    | 3       |
| 11.    | Švédsko (SWE)       |       | 0       | 1     | 2    | 3       |
| 13.    | Francie (FRA)       |       | 0       | 1     | 1    | 2       |
| 14.    | Anglie (ENG)        |       | 0       | 1     | 0    | 1       |
| 15.    | Maďarsko (HUN)      |       | 0       | 0     | 2    | 2       |
| 16.    | Kazachstán (KAZ)    |       | 0       | 0     | 1    | 1       |
| 16.    | Ukrajina (UKR)      |       | 0       | 0     | 1    | 1       |
| Celkem | Celkem              |       | 12 (13) | 13    | 26   | 51 (52) |